# 熊洛
熊洛（1492年—？），字景之，號筆山，江西南昌府南昌縣東壇里人，民籍，明朝政治人物。

## 生平
嘉靖元年（1522年）壬午科江西鄉試第一百三名舉人，十一年（1532年）中式壬辰科會試第二百四十九名，二甲第二名進士。吏部觀政，授刑部主事，升兵部武選司郎中，二十三年（1544年）八月升雲南按察司副使，謫徽州府通判，升潼川州知州，二十九年（1550年）二月升福建按察司僉事，歷升福建按察司副使、福建布政使司參政、福建按察使，調廣西按察使，升廣西左布政使，三十七年（1558年）三月升應天府府尹，未到任，八月被巡按廣西御史龔愷參劾致仕。

## 家族
曾祖熊秉文；祖父熊萬象；父熊艮，封兵部主事。母胡氏（贈恭人）；繼母王氏（封恭人）。兄熊河，弟熊汲（廣東布政使司左參政）、熊潢（上虞縣知縣）、熊治。